# یواس‌اس بیل (دی‌دی-۴۰)
یواس‌اس بیل (دی‌دی-۴۰) (به انگلیسی: USS Beale (DD-40)) یک کشتی بود که طول آن ۲۹۳ فوت ۱۱ اینچ (۸۹٫۵۹ متر) بود. این کشتی در سال ۱۹۱۲ ساخته شد.